# Le Pian-Médoc
Le Pian-Médoc è un comune francese di 5 489 abitanti situato nel dipartimento della Gironda nella regione della Nuova Aquitania.

## Società

### Evoluzione demografica
Abitanti censiti